# Eagle River (Wisconsin)
Eagle River település az Amerikai Egyesült Államok Wisconsin államában, Vilas megyében, melynek megyeszékhelye is. Lakosainak száma 1628 fő (2020. április 1.).

## Népesség
A település népességének változása:

| 2010 | 1 398 |
| 2020 | 1 628 |